# Репаблік (Міссурі)
Репаблік (англ. Republic) — місто (англ. city) в США, в округах Крістіан і Грін штату Міссурі. Населення — 18 750 осіб (2020).

## Географія
Репаблік розташований за координатами 37°6′20″ пн. ш. 93°28′41″ зх. д. / 37.10556° пн. ш. 93.47806° зх. д. (37.105643, -93.478172).  За даними Бюро перепису населення США в 2010 році місто мало площу 34,47 км², з яких 34,43 км² — суходіл та 0,03 км² — водойми. В 2017 році площа становила 39,97 км², уся площа — суходіл.

## Демографія
Згідно з переписом 2010 року, у місті мешкала 14 751 особа в 5516 домогосподарствах у складі 3999 родин. Густота населення становила 428 осіб/км².  Було 6139 помешкань (178/км²).
Расовий склад населення:
| - 95,6 % — білих - 0,7 % — чорних або афроамериканців - 0,6 % — корінних американців - 0,5 % — азіатів |

До двох чи більше рас належало 2,0 %. Частка іспаномовних становила 2,2 % від усіх жителів.
За віковим діапазоном населення розподілялося таким чином: 29,6 % — особи молодші 18 років, 59,7 % — особи у віці 18—64 років, 10,7 % — особи у віці 65 років та старші. Медіана віку мешканця становила 32,2 року. На 100 осіб жіночої статі у місті припадало 91,3 чоловіків;  на 100 жінок у віці від 18 років та старших — 86,4 чоловіків також старших 18 років.
Середній дохід на одне домашнє господарство  становив 58 623 долари США (медіана — 50 972), а середній дохід на одну сім'ю — 64 393 долари (медіана — 58 246). Медіана доходів становила 42 199 доларів для чоловіків та 34 472 долари для жінок. За межею бідності перебувало 15,8 % осіб, у тому числі 27,1 % дітей у віці до 18 років та 9,6 % осіб у віці 65 років та старших.
Цивільне працевлаштоване населення становило 7064 особи. Основні галузі зайнятості: освіта, охорона здоров'я та соціальна допомога — 23,8 %, роздрібна торгівля — 15,4 %, виробництво — 12,5 %.